# Monte Cervia
Il monte Cervia è situato nella provincia di Rieti e fa parte dei monti Carseolani dell'Appennino abruzzese. Sorge tra i comuni di Collegiove, dove si trova la cima, e Paganico. Dal 1988 fa parte della Riserva naturale Monte Navegna e Monte Cervia assieme al Monte Navegna.